# 소천고등학교
소천고등학교(小川高等學校)는 경상북도 봉화군 소천면 현동리에 있는 공립 고등학교이다.

## 학교 연혁
- 1951년 9월 1일: 소천고등공민학교 설립 인가
- 1955년 5월 19일: 소천중학교 설립 인가(3학급)
- 1955년 6월 18일: 개교, 초대 유백선 교장 취임
- 1983년 1월 10일: 소천고등학교 설립 인가(6학급)
- 2016년 3월 1일: 제36대 김유태 교장 취임
- 2017년 2월 10일: 고등학교 제32회 19명(누계 1,351명) 졸업
- 2018년 2월 28일: 35년만에 폐교[1]

## 참고 자료
- 소천고등학교 - 한국교육학술정보원 학교알리미